# Microlera kanoi
Microlera kanoi là một loài bọ cánh cứng trong họ Cerambycidae.